# (39712) Ehimedaigaku
(39712) Ehimedaigaku est un astéroïde de la ceinture principale.

## Description
(39712) Ehimedaigaku est un astéroïde de la ceinture principale. Il fut découvert le 14 octobre 1996 à Geisei par Tsutomu Seki. Il présente une orbite caractérisée par un demi-grand axe de 2,34 UA, une excentricité de 0,18 et une inclinaison de 3,5° par rapport à l'écliptique.

## Compléments